# Ponte Rainha Santa Isabel
A Ponte Rainha Santa Isabel é uma ponte atirantada sobre o rio Mondego, a montante do centro da cidade de Coimbra. Foi inaugurada em 2004. A empreitada teve um custo de 59,3 milhões de euros (sem IVA).  Num relatório de 2004, o Tribunal de Contas afirmou que "o valor da adjudicação da empreitada foi de 38,65 milhões de euros". E acrescentou que "o custo da solução rodoviária" cifrou-se em 111,3 milhões, fazendo contas a nós de acesso e a uma derrapagem de 288%.
A sua construção permitiu um acesso mais rápido à zona sul da cidade, nomeadamente ao Pólo II da Universidade de Coimbra, a partir do IC2 e da margem esquerda do Mondego (Santa Clara). 
Em 2009, a Inspecção-Geral das Obras Públicas apresentou a ponte como "um caso exemplar de como não promover, projectar e construir uma obra pública".
É uma ponte de tirantes, assimétrica, projetada pelo engenheiro António Reis. Vence um vão total de 329,4 m, com um vão principal de 186,5 m. É composta por duas faixas de rodagem com três vias em cada sentido, num tabuleiro com 30 m de largura.
Durante a fase de projeto, tinha o nome provisório de "Ponte Europa", nome pelo qual ainda é, por vezes, referida.